# Naomi and Ely's No Kiss List
 (juillet 2016).
Si vous disposez d'ouvrages ou d'articles de référence ou si vous connaissez des sites web de qualité traitant du thème abordé ici, merci de compléter l'article en donnant les références utiles à sa vérifiabilité et en les liant à la section « Notes et références ».
Pour plus de détails, voir Fiche technique et Distribution.
Naomi And Ely's No Kiss List est une comédie romantique américaine adaptée du roman de David Levithan et Rachel Cohn (en), réalisée par Kristin Hanggi (en) sortie en 2015 aux États-Unis.

## Synopsis
Naomi et Ely, son meilleur ami gay, décident de préserver leur amitié en passant une sorte de pacte. Ils établissent une liste sur laquelle apparaît le nom de ceux qu'ils s'interdisent de séduire. Mais lorsqu'Ely embrasse le petit ami de Naomi, les limites semblent avoir été bien franchies…

## Fiche technique
- Titre original : Naomi and Ely's No Kiss List
- Réalisation : Kristin Hanggi (en)
- Scénario : Amy Andelson et Emily Meyer d'après le roman  Naomi and Ely's No Kiss List  de David Levithan et Rachel Cohn (en).
- Direction artistique :
- Décors : Dara Wishingrad
- Costumes : David Tabbert
- Photographie : Anka Malatynska
- Montage :
- Musique : Deborah Lurie, Andrea Von Foerster
- Production : Oscar Crosby Films Production
- Producteurs exécutifs : Alexandra Milchan, Lesley Vogel, Emily Gerson Saines, Kristin Hanggi, Robert Abramoff
- Sociétés de production :
- Sociétés de distribution :  
  -  États-Unis :
  -  France :
- Budget :
- Pays d’origine : États-Unis
- Langue originale : anglais
- Format :
- Genre : Comédie romantique
- Durée : 89 minutes
- Dates de sortie :
  -  États-Unis : 17 juillet 2015
  -  France : 19 novembre 2015

## Distribution
- Victoria Justice (VF : Perrine Megret) : Naomi
- Pierson Fodé (VF : Alexandre Borras) : Ely
- Matthew Daddario (VF : Bertrand Chamerois) : Gabriel
- Ryan Ward (VF : Luc Boulad) : Bruce II
- Griffin Newman (en) (VF : Franck Sportis) : Bruce I
- Monique Coleman (VF : Myrtille Bakouche) : Robine
- Daniel Flaherty : Robin
- Gary Betsworth: Mr. McAllister
- Dean Kapica : George
- Marianne Hagan : Susan
- Maddie Corman : Ginny